# Tipo 61
El Tipo 61 (en japonés: ろくいちしきせんしゃ Kanji: 61式戦車) fue el carro de combate principal (MBT/CCP) diseñado, desarrollado y construido por Mitsubishi Heavy Industries para la Fuerza Terrestre de Autodefensa de Japón.
Su desarrollo se inicia en 1955 y el primer vehículo de preproducción se exhibe en abril de 1961, año del cual toma su nombre como es costumbre en la denominación militar de Japón en sus construcciones de armamento y vehículos militares. Se fabricaron un total de 560 Tipo 61 entre 1961 y 1975, cuando su producción cesó para dar paso al desarrollo del Tipo 74.

## Historia
Después de la Segunda Guerra Mundial, El Comandante Supremo de las Naciones Aliadas (SCAP o GHQ por sus siglas en inglés/japonés) ordenó el cese de la construcción de cualquier artefacto militar y/o su desarrollo en fábricas del Japón, haciendo que en Japón se perdiera un valioso tiempo en el avance tecnológico para poder construir y manufacturar carros de combate y vehículos militares, a pesar de que dicha tecnología a lo largo de la guerra nunca fue lo que se esperaba en el campo de batalla en este aspecto. Pero, ante el inicio de la guerra de Corea, El SCAP ordena que el diseño y construcción de armas en Japón se reinicie para re-militarizar y formar un cuerpo de Policía Nacional (Policía Nacional de la Reserva, después llamada Fuerzas de Seguridad Nacional, y finalmente Fuerzas de Autodefensa de Japón (FAJ); y las equipa inicialmente con tanques M4A3E8 Sherman y algunos M24 Chaffee. Empero, la estatura del japonés promedio resultaba muy reducida para el habitáculo del M4A3E8, y muchas veces los conductores tenían percances y dificultades al tratar de alcanzar los pedales de mando (como los del embrague y el freno). En adición, el M4 se consideraba ya obsoleto. Sin embargo ese no era el caso con el M24, que se hizo popular entre los tripulantes de tanques japoneses, pero en dicha guerra se mostró ineficaz ante los T-34 soviéticos. En esa situación el poderío de los tanques en uso de las JSDF para el momento o eran obsoletos o inadecuados para enfrentar una posible amenaza; o no se adaptaban a la tropa común de tanquistas japoneses a pesar de su acomodación inicial a los Pershing, y a las FAJ se le dieron las alternativas de adquirir los nuevos M47 Patton o M48 Patton, o nuevamente desarrollar un carro de combate en 1954.  Dado el alto costo de una nueva compra de carros norteamericanos, y a causa de que el M47 ni el M48 cumplieron los requerimientos del mando japonés, las FAJ deciden desarrollar su propio carro de combate, resultando en el diseño y producción del Tipo 61.

## Desarrollo
Los requisitos para el desarrollo se establecieron así:
- En el orden de la efectividad y el uso, se requerían de unidades de pequeños números para cubrir grandes áreas, aparte de que el tamaño y el peso fuesen lo suficientemente manejables para que el tanque se pueda mover en los trenes disponibles en el Japón de posguerra para su transporte a donde se necesitara.

- Dado el alcance al (los) blanco(s), el peso del blindado ha de ser limitado entre las 25-35 toneladas y estar lo más protegido posible.

- El cañón principal habría de ser de calibre 90 mm, común en los tanques estadounidenses de la época.

- La autonomía del tanque en su despliegue efectivo debería ser suficiente para poder cruzar Japón en toda su longitud.

El peso del vehículo fue una de las constantes preocupaciones de los ingenieros en el desarrollo del tanque, aparte este debía ser movilizado sobre remolques específicamente adaptados a su uso en una configuración de camabajas; y por lo que estos debían poder pasar por cualquier carretera y/o túnel en el Japón. La segunda restricción que no se pudo franquear era el hecho de que la protección en el tanque era lo que a final incrementaba su peso, si éste era reducido el blindaje del tanque sería muy delgado y no protegería efectivamente a los tripulantes y al vehículo. Y como resultado, el peso del blindaje resultó ser un limitante, por lo que el límite inicial de peso se elevó hasta las 35 toneladas de manera temporal. Pero, dadas las demoras en la producción del motor diésel, el tanque no dispuso de suficiente poder motriz y no gozaba de una movilidad decente, como su contraparte soviética del momento. Como resultado el peso del blindaje se redujo de tal forma que se pudiera adaptar un motor disponible. El problema final se dio debido a la ligera complexión corporal de los japoneses de la época, pues luego de que se examinara la munición del cazacarros M36 Jackson (que era de 90 mm), y que se comprobara que esta superaba el límite de lo que un tanquista japonés pudiera manipular efectivamente. Adicionalmente, el terreno escarpado y montañoso de la geografía japonesa hacía que el requerimiento de un alcance efectivo no fuera lo deseado por el Alto Mando japonés, pero el que contara con un cañón de 90 milímetros les era según su concepto suficiente para enfrentar cualquier amenaza de la época.

## Producción
Los primeros vehículos de pruebas, denominados STA-1 (completado en diciembre de 1956) y el STA-2 (completado en febrero de 1957); se construyeron y se probaron con la finalidad de obtener datos para posteriores mejoras. Sus resultados se emplearon en el desarrollo y construcción de los siguientes prototipos; llamados STA-3 (completado en enero de 1960), y el STA-4 (completado en noviembre de 1959); y a su vez se probaron en 1960.  Más avances se hicieron en 1961 y el despliegue inicial del Tipo 61 se dio este mismo año.
La producción inicial tuvo un despliegue muy pequeño, con tan solo diez tanques producidos en 1961 y 1962, incrementada hasta los 20 tanques en 1964 y a 30 entre 1965 y 1966. Un total de 250 se entregaron hacia 1970, continuándose la producción hasta un incremento del parque solicitado, y siendo fabricado hasta 1975 cuando se decide frenar su construcción. Un total de 560 fueron entregados, y la cifra final de construidos fue de 870 unidades Este parque de vehículos ya ha sido dado de baja del servicio en la década de 1990, y tan solo quedaban 400 en 1990, y 190 estuvieron en servicio en 1995. La totalidad de estos tanques se dio de baja en el año 2000, 39 años después de su puesta en servicio.
Durante su tiempo en actividad, el Tipo 61 recibió mejoras menores con la adición de luces infrarrojas de búsqueda y/o de tubos lanzagranadas. Desde 1980 el Tipo 61 se fue sustituyendo por el más moderno Tipo 74.

## Descripción y características

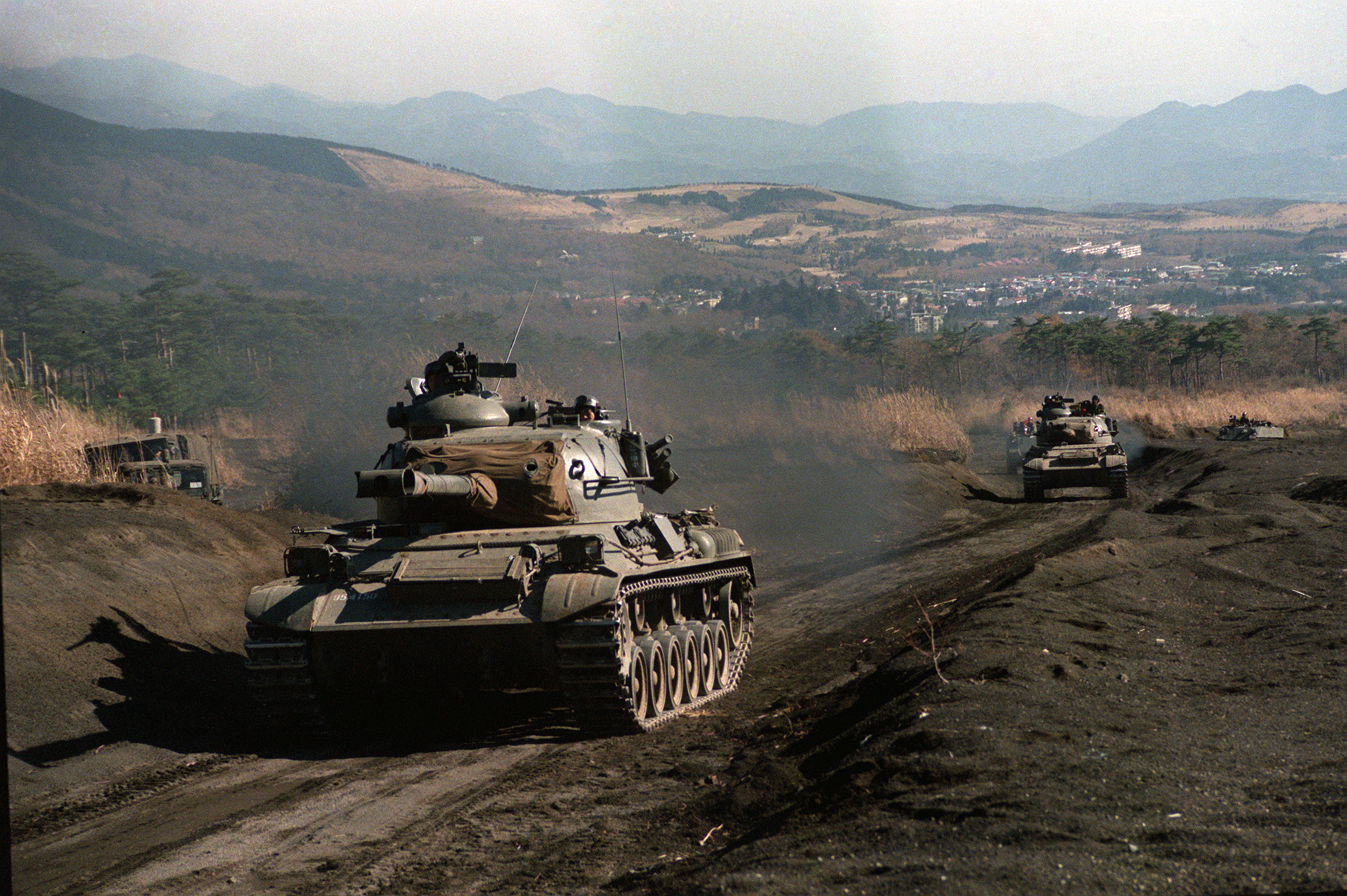
Tanques Tipo 61 durante unos ejercicios tácticos en 1985, en una práctica en las islas de Okinawa; como parte de una fuerza conjunta nipo-estadounidense en maniobras.

El Tipo 61 es convencional en cuanto a su disposición, con la torreta al centro y el compartimiento del motor localizado en la parte trasera del casco. Va tripulado con cuatro ocupantes: un comandante, el conductor, el artillero y el cargador. El casco es de capas de acero especial soldadas entre sí, con un casco de acero interno y externo para el habitáculo y la torreta. El grosor máximo del blindaje es estimado en 64 mm (en el arco frontal del casco). El conductor se sitúa sentado al frente y a la derecha en el casco, y cuenta con una cubierta inmediatamente encima de él que en caso de ser requerida se acciona manualmente, y tres periscopios para la visión cubriendo el arco frontal. A la izquierda del conductor se halla la transmisión, que en caso de ser necesario acceder a ella para su mantenimiento se puede llegar a esta removiendo un largo panel en el frente del casco. El comandante del carro y su artillero se sitúan en la torreta en el lado derecho de esta, con el comandante provisto de una larga cúpula en forma de domo y con una compuerta de evacuación encima de esta en su parte posterior. La cúpula tiene cuatro bloques de visión, que están angulados hacia adelante, y en una base de un metro un visor estereoscópico con x7 aumentos. Una ametralladora de 12,7 mm de acción manual normalmente va montada en la cúpula para su uso antiaéreo.
El artillero no dispone de salida alguna y va sentado delante del comandante del carro. Éste dispone de miras con x6 aumentos tanto en sus miras de puntería como en su periscopio. El armamento principal es un cañón de 90 mm y ánima estriada, del modelo Tipo 61 con corredera de montaje de la munición horizontal. El cañón lleva montado un freno de boca en forma de T, que dispersa los gases del disparo en forma lateral, y reduce la cantidad de polvo levantada después del disparo. Una ametralladora de 7,62 mm coaxial al cañón está montada al lado del armamento principal y sirve como respaldo en caso de que el sistema de miras falle o resulte dañado durante un ataque.
El cargador cuenta con una pequeña cubierta de salida, que a su vez tiene una apertura resguardada con una aleta para evacuar las vainas de los cartuchos usados a mano. El almacenamiento de los proyectiles del cañón se distribuyó para que 18 proyectiles fuesen alojados en el compartimiento trasero del tanque, con los proyectiles adicionales distribuidos en varias posiciones dentro del vehículo.
Una caja con herramientas manuales está normalmente situada exteriormente atrás del morro del cañón, y tres lanzagranadas son dispuesto a los lados de la torreta. Dos largas antenas de radiofrecuencia van también atrás del morro del cañón.
El blindado es motorizado por un motor diésel Mitsubishi HM21 WT V12 de 570 HP, situado en la parte trasera del casco y los escapes van montados hacia los lados en el casco igualmente. El motor está acoplado a una transmisión manual también de marca Mitsubishi. Las orugas son impulsadas desde el frente, y sus seis ruedas recubiertas de goma en cada lado de ellas van complementadas con tres rodillos de retorno. La suspensión es de barras de torsión y está ubicada en la primera, segunda y sexta rueda, que llevan montadas cada una su respectivo amortiguador.
El cañón no está estabilizado, lo que hace impráctico el dispararlo en movimiento, y el vehículo no dispone de sistemas de protección ABQ ni de equipamiento alguno para vadeo.

## Variantes
- Tipo 67 AVLB (Vehículo Lanzapuentes Blindado) (67式戦車橋)
- Tipo 70 ARV (Vehículo de Recuperación Blindado) (70式戦車回収車)

## Usuarios
- Japón

864 en servicio entre 1961, 560 en 1990; y en el 2000 menos de 190, retirados y en estado de reserva estratégica.

### Desarrollos relacionados
- Tipo 74
- Tipo 90
- Tipo 10

### Vehículos similares
- - Leopard 1
- - TAM
- - M60 Patton
- - AMX-30
- - OF-40
- - Challenger 1
 - FV 4201 Chieftain
- - T-64
 - T-72

### Listas relacionadas
- Anexo:Carros de combate principal por generación